# Arteria suprarrenal media
La arteria suprarrenal media es una rama de la arteria aorta abdominal que aporta sangre oxigenada a las glándulas suprarrenales

## Descripción
Las arterias suprarrenales medias son dos pequeñas ramas de la arteria aorta abdominal, una de ellas abastece de sangre a la glándula suprarrenal derecha y otra a la glándula suprarrenal izquierda. Parten de la aorta por encima de la arteria renal, se dirigen hacia la región media de la cara anterior de la glándula, donde emiten diferentes ramas, ascendentes y descendentes. Existe gran variabilidad anatómica y en algunos casos parten de la arteria renal del lado correspondiente.

## Vascularizacion de las glándulas suprarrenales
Las glándulas suprarrenales reciben sangre de tres ramas arteriales, la arteria suprarrenal media, ya descrita, la arteria suprarrenal inferior rama de la arteria renal y las arterias suprarrenales superiores ramas de la arteria frénica inferior, rama a su vez de la arteria aorta. Existe también gran variabilidad anatómica.